# Адар

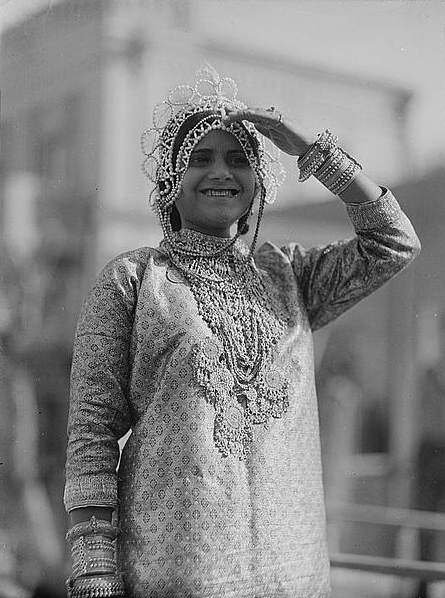
Пурим в Тель-Авиве в 1934 году

Адар (ивр. אֲדָר‎) — в еврейском календаре двенадцатый месяц, если считать с нисана, как принято в Библии и шестой месяц, если считать с тишрея.  По мнению Георгия Синкелла, длится с 20 февраля по 24 марта.
В високосном году прибавляется 13-й месяц под названием Адар-шени или Адар Бет («Второй Адар»). Адар состоит из 29 или 30 дней, Адар Бет - из 30 дней. Предшествующий Адару месяц Шват имеет продолжительность в 30 дней. Тридцатый день Швата является первым днём Рош-Ходеш месяца Адар. Второй Адар начинается с тридцатого дня первого Адара, Рош-Ходеш второго Адара. Согласно еврейской традиции, год, когда Аман решил уничтожить еврейский народ, был високосным, и чудесное спасение произошло во втором Адаре. В месяце адар бывает у евреев пост Эсфири и праздник Пурим. По еврейскому преданию (Талмуд, Киддушин 38).

## Месяц Адар в еврейской истории
- 7 день Адара — день рождения и смерти пророка Моисея (1393 — 1273 до н. э.).
- 7 Адара — день работников «хевра кадиша» (погребального общества).
- 9 Адара (1949 год) — израильтяне заняли Эйлат.
- 14 Адара — праздник Пурим для большинства евреев. В городах Хемдан (бывший Шушан) в Иране, в Иерусалиме и Хевроне (Израиль) Пурим празднуется 15 Адара.
- С 23 Адара и до Рош-Ходеша месяца Нисан — «йемей милуим» (дни подготовки). В эти дни Моисей освящал части скинии.